# 1976年のMLBエクスパンションドラフト
1976年のMLBエクスパンションドラフト（1976 MLB Expansion Draft）とは、1976年11月5日に行われたMLBのエクスパンション・ドラフト。このドラフトは、1977年からトロント・ブルージェイズとシアトル・マリナーズがアメリカンリーグに加盟するのに伴い行われた。

## ドラフト結果

### 1巡目
| 順位 | 選手                   | 守備位置      | 前所属球団       | 指名球団                 |
| ---- | ---------------------- | ------------- | ---------------- | ------------------------ |
| 1    | ルパート・ジョーンズ   | 外野手        | ロイヤルズ       | シアトル・マリナーズ     |
| 2    | ボブ・ベイラー         | 外野手-遊撃手 | オリオールズ     | トロント・ブルージェイズ |
| 3    | ゲーリー・ウィーロック | 投手          | エンゼルス       | マリナーズ               |
| 4    | ジェリー・ガービン     | 投手          | ツインズ         | ブルージェイズ           |
| 5    | ビル・スタイン         | 三塁手        | ホワイトソックス | マリナーズ               |
| 6    | ジム・クランシー       | 投手          | レンジャーズ     | ブルージェイズ           |
| 7    | ディック・ポール       | 投手          | レッドソックス   | マリナーズ               |
| 8    | ゲーリー・ウッズ       | 外野手        | アスレチックス   | ブルージェイズ           |
| 9    | ダン・メイヤー         | 一塁手        | タイガース       | マリナーズ               |
| 10   | リコ・カーティー       | 指名打者      | インディアンス   | ブルージェイズ           |
| 11   | グラント・ジャクソン   | 投手          | ヤンキース       | マリナーズ               |
| 12   | ブッチ・エッジ         | 投手          | ブルワーズ       | ブルージェイズ           |

### 2巡目
| 順位 | 選手                   | 守備位置 | 前所属球団       | 指名球団       |
| ---- | ---------------------- | -------- | ---------------- | -------------- |
| 13   | アル・フィッツモリス   | 投手     | ロイヤルズ       | ブルージェイズ |
| 14   | デーブ・コリンズ       | 外野手   | エンゼルス       | マリナーズ     |
| 15   | アルビズ・ウッズ       | 外野手   | ツインズ         | ブルージェイズ |
| 16   | フランク・マコーマック | 投手     | タイガース       | マリナーズ     |
| 17   | マイク・ダー           | 投手     | オリオールズ     | ブルージェイズ |
| 18   | スタン・トーマス       | 投手     | インディアンス   | マリナーズ     |
| 19   | ピート・ブコビッチ     | 投手     | ホワイトソックス | ブルージェイズ |
| 20   | フアン・バーンハート   | 外野手   | ヤンキース       | マリナーズ     |
| 21   | ジェフ・バード         | 投手     | レンジャーズ     | ブルージェイズ |
| 22   | リック・ジョーンズ     | 投手     | レッドソックス   | マリナーズ     |
| 23   | スティーブ・ボーリング | 外野手   | ブルワーズ       | ブルージェイズ |
| 24   | グレン・アボット       | 投手     | アスレチックス   | マリナーズ     |

### 3巡目
| 順位 | 選手               | 守備位置 | 前所属球団       | 指名球団       |
| ---- | ------------------ | -------- | ---------------- | -------------- |
| 25   | ボブ・スティンソン | 捕手     | ロイヤルズ       | マリナーズ     |
| 26   | デニス・デバー     | 投手     | タイガース       | ブルージェイズ |
| 27   | カルロス・ロペス   | 外野手   | エンゼルス       | マリナーズ     |
| 28   | ビル・シンガー     | 投手     | ツインズ         | ブルージェイズ |
| 29   | デーブ・ペイガン   | 投手     | オリオールズ     | マリナーズ     |
| 30   | ジム・メイソン     | 遊撃手   | ヤンキース       | ブルージェイズ |
| 31   | ロイ・トーマス     | 投手     | ホワイトソックス | マリナーズ     |
| 32   | ダグ・オルト       | 一塁手   | レンジャーズ     | ブルージェイズ |
| 33   | トム・マクミラン   | 遊撃手   | インディアンス   | マリナーズ     |
| 34   | アーニー・ウィット | 捕手     | レッドソックス   | ブルージェイズ |
| 35   | ピート・ブロバーグ | 投手     | ブルワーズ       | マリナーズ     |
| 36   | マイク・ウェザース | 内野手   | アスレチックス   | ブルージェイズ |

### 4巡目
| 順位 | 選手                     | 守備位置 | 前所属球団       | 指名球団       |
| ---- | ------------------------ | -------- | ---------------- | -------------- |
| 37   | スティーブ・スタッグス   | 二塁手   | ロイヤルズ       | ブルージェイズ |
| 38   | スティーブ・ブラウン     | 外野手   | ツインズ         | マリナーズ     |
| 39   | スティーブ・ハーガン     | 投手     | レンジャーズ     | ブルージェイズ |
| 40   | リロイ・スタントン       | 外野手   | エンゼルス       | マリナーズ     |
| 41   | ガース・オージ           | 三塁手   | ヤンキース       | ブルージェイズ |
| 42   | ボブ・ガラッソ           | 投手     | オリオールズ     | マリナーズ     |
| 43   | デーブ・レマンジーク     | 投手     | タイガース       | ブルージェイズ |
| 44   | スティーブ・バーク       | 投手     | レッドソックス   | マリナーズ     |
| 45   | ラリー・アンダーソン     | 投手     | ブルワーズ       | ブルージェイズ |
| 46   | ジョー・リス             | 一塁手   | インディアンス   | マリナーズ     |
| 47   | ジェシー・ジェファーソン | 投手     | ホワイトソックス | ブルージェイズ |
| 48   | アラン・グリフィン       | 投手     | アスレチックス   | マリナーズ     |

### 5巡目
| 順位 | 選手                 | 守備位置       | 前所属球団       | 指名球団       |
| ---- | -------------------- | -------------- | ---------------- | -------------- |
| 49   | デーブ・マッケイ     | 二塁手、三塁手 | ツインズ         | ブルージェイズ |
| 50   | ビル・ラクストン     | 投手           | タイガース       | マリナーズ     |
| 51   | トム・ブルーノ       | 投手           | ロイヤルズ       | ブルージェイズ |
| 52   | フリオ・クルーズ     | 二塁手         | エンゼルス       | マリナーズ     |
| 53   | オットー・ベレス     | 外野手         | ヤンキース       | ブルージェイズ |
| 54   | スティーブ・バー     | 投手           | レンジャーズ     | マリナーズ     |
| 55   | マイク・ウィリス     | 投手           | オリオールズ     | ブルージェイズ |
| 56   | パッシー・デルガド   | 外野手         | レッドソックス   | マリナーズ     |
| 57   | サム・ユーイング     | 外野手         | ホワイトソックス | ブルージェイズ |
| 58   | トミー・スミス       | 外野手         | インディアンス   | マリナーズ     |
| 59   | リアン・フーテン     | 投手           | アスレチックス   | ブルージェイズ |
| 60   | グレッグ・エラーディ | 投手           | ブルワーズ       | マリナーズ     |